# Кёйперс, Бьорн
Бьорн Кёйперс (нидерл. Björn Kuipers, 'bjʏːrn 'kœypərs; род. 28 марта 1973, Олдензал, Оверэйссел) — нидерландский футбольный судья, работающий в основном в Эредивизи. Один из судей финальной стадии чемпионатов мира 2014 в Бразилии и 2018 в России.

## Биография
Помимо матчей чемпионата Нидерландов Кёйперс обслуживал международные турниры, в частности финал юношеского чемпионата Европы 2006 между сборными Чехии и России и матчи Кубка УЕФА, Лиги Европы и Лиги чемпионов. Кёйперс включён в список лучших футбольных судей Королевского футбольного союза Нидерландов. Его отец также был футбольным судьёй.
14 января 2009 года глава судейского корпуса Королевского футбольного союза Нидерландов Яп Эйленберг подтвердил, что Кёйперс получил наивысший статус в европейском футболе. Вместе с Питером Винком и Эриком Брамхаром, Кёйперс стал третьим нидерландским судьёй европейского уровня. С 2006 года Кёйперс является судьёй ФИФА.
24 августа 2011 года был назначен главным судьёй на матч Суперкубка УЕФА 2011 между победителем Лиги Чемпионов 2011 «Барселоной» и победителем Лиги Европы 2011 «Порту».
15 мая 2013 года обслуживал финал Лиги Европы УЕФА 2012/13, в котором встречались португальская «Бенфика» и английский «Челси».
Был назначен главным судьёй финала Лиги чемпионов УЕФА 2013/14, в котором 24 мая 2014 года встретились мадридские «Реал» и «Атлетико» на стадионе Эштадиу да Луш в Лиссабоне.
Кёйперс со своей бригадой на высоком уровне отсудил ответный матч четвертьфинала Лиги чемпионов УЕФА 2016/17 между испанской «Барселоной» и итальянским «Ювентусом», который состоялся 19 апреля 2017 года на стадионе Камп Ноу в Барселоне. Кёйперсом было показано 4 жёлтых карточки, по 2 на каждую из команд. На стадии плей-офф было много претензий по качеству работы к различным судейским бригадам, что вызвало сомнения у публики и ярко освещалось в СМИ, что ещё больше послужило поводом для Бьорна, чтобы пресекать ситуации в жёсткой форме на ранней стадии моментов, где игроки выпрашивали наказания для соперника либо проявляли недовольства на решения голландской бригады.
В мае 2018 года был назначен на финал Лиги Европы 2017/18, в котором сыграли «Марсель» и «Атлетико Мадрид».
10 декабря 2019 года судил матч между «Интером» и «Барселоной», отменив 3 гола «Интера» и получив шквал претензий к качеству работы.
8 июля 2021 года назначен главным судьей финального матча Чемпионата Европы 2020 в Лондоне между сборными Англии и Италии.
Завершил карьеру арбитра матчем за Суперкубок Нидерландов 2021 года между Аяксом и ПСВ.

## Вне футбола
Кёйперс учился на специальности бизнес-администрирования[уточнить] в Университете Неймегена. Вместе с отцом является совладельцем сети супермаркетов C1000 и парикмахерской в Олдензал.